# Mama, I’m Coming Home
Mama, I’m Coming Home ist eine Power-Ballade des englischen Heavy-Metal-Sängers Ozzy Osbourne aus Osbournes sechstem Studioalbum No More Tears, das erstmals am 17. November 1991 veröffentlicht wurde. An dem Song sind Osbourne am Gesang, Zakk Wylde an der Gitarre, Bob Daisley am Bass und Randy Castillo am Schlagzeug beteiligt. Der Text wurde von Lemmy Kilmister geschrieben. Zur Veröffentlichung des Songs wurden auch zwei Musikvideos produziert. 
Beim „Back to the Beginning“-Konzert am 5. Juli 2025, das Osbournes letzten Auftritt auf der Bühne markierte, war dieser Song der einzige in Osbournes Set von 5 Songs, der nicht von seinem Debütalbum Blizzard of Ozz stammte.

## Entstehung
Zakk Wylde erinnerte sich in einem Interview aus dem Jahr 2022: „Ich erinnere mich, dass Ozzy und ich das ursprünglich auf einem Klavier in meiner Wohnung in Nord-Hollywood gemacht haben […] Ich habe es auf die Gitarre übertragen, als wir ins Studio kamen, als wir an der Platte arbeiteten, und dann klang es großartig […] der Song begann mit einer Art Pedal Steel. Ich meine, es klang einfach großartig […] Ich meine, die Leistungen von jedem und alles, was dazu gehört, aber ich meine, einfach der Gesamtsound – die Jungs haben es auf jeden Fall aus dem Park geschlagen.“
Laut der Zeitschrift American Songwriter ist der Text von Ozzys Erkenntnis inspiriert, dass er tot wäre, wenn er nicht nüchtern werden würde, und der Song ist seiner Frau Sharon gewidmet, die während seiner verrückten Anfangszeit bei ihm geblieben ist.

## Musikvideos
Für die Single wurden zwei Musikvideos gedreht. Das erste war ein surreales Video, das Osbourne nicht gefiel, weil er fand, dass die Handlung des Videos nicht zum Konzept des Songs passte. Daraufhin wurde ein zweites Musikvideo mit Samuel Bayer als Regisseur gedreht, das Osbournes Interesse noch verstärkte. Osbourne verglich die Effekte des zweiten Videos mit dem dunstigen Raucheffekt im Video zu Smells Like Teen Spirit von Nirvana, das ebenfalls von Bayer inszeniert wurde.

## Personal
- Ozzy Osbourne – Gesang
- Zakk Wylde – Gitarre
- Bob Daisley – Bass
- Randy Castillo – Schlagzeug
- John Sinclair - Keyboards

## Kommerzieller Erfolg

### Chartplatzierungen
Die Single war bis zu seinem Tod 2025 Osbournes einzige Solo-Top-40-Single in den Billboard Hot 100 und erreichte posthum Platz 28. Seine einzigen anderen Top-40-Hits waren sein Duett mit Lita Ford, Close My Eyes Forever, und sein Beitrag zum Song Take What You Want von Post Malone aus dem Jahr 2019, die beide Platz 8 erreichten. Die Single erreichte außerdem Platz 2 der Billboard Mainstream Rock Tracks.
| ChartsChartplatzierungen       | Höchstplatzierung | Wochen |
| ------------------------------ | ----------------- | ------ |
| Deutschland (GfK)              | 27 (8 Wo.)        | 8      |
| Österreich (Ö3)                | 42 (7 Wo.)        | 7      |
| Schweiz (IFPI)                 | 62 (5 Wo.)        | 5      |
| Vereinigte Staaten (Billboard) | 28 (19 Wo.)       | 19     |
| Vereinigtes Königreich (OCC)   | 46 (2 Wo.)        | 2      |

### Auszeichnungen für Musikverkäufe
| Land/Region       | Auszeichnungen für Musikverkäufe (Land/Region, Auszeichnung, Verkäufe) | Verkäufe |
| ----------------- | ---------------------------------------------------------------------- | -------- |
| Kanada (MC)       | Platin                                                                 | 80.000   |
| Neuseeland (RMNZ) | Platin                                                                 | 30.000   |
| Insgesamt         | 2× Platin ·                                                            | 110.000  |